# Plufur
Plufur é uma comuna francesa na região administrativa da Bretanha, no departamento de Côtes-d'Armor. Estende-se por uma área de 17,50 km². Em 2010 a comuna tinha 545 habitantes (densidade: 31,1 hab./km²).